# Ausås
Ausås is een plaats in de gemeente Ängelholm in het Zweedse landschap Skåne en de provincie Skåne län. De plaats heeft 136 inwoners (2005) en een oppervlakte van 22 hectare.

## Geboren
- Erland Samuel Bring (1736-1798), wiskundige en historicus